# Завіто-Ільїчівське міське поселення
Заві́то-Ільїчі́вське міське поселення (рос. Завето-Ильичёвское городское поселение) — міське поселення у складі Совєтсько-Гаванського району Хабаровського краю Росії.
Адміністративний центр та єдиний населений пункт — селище міського типу Завіти Ільїча.

## Населення
Населення міського поселення становить 8455 осіб (2019; 9162 у 2010, 9429 у 2002).